# Enaphalodes archboldi
Enaphalodes archboldi är en skalbaggsart som beskrevs av Steven W. Lingafelter och Chemsak 2002. Enaphalodes archboldi ingår i släktet Enaphalodes och familjen långhorningar. Inga underarter finns listade i Catalogue of Life.